# Halowe Mistrzostwa Europy w Lekkoatletyce 1974 – skok wzwyż mężczyzn
Skok wzwyż mężczyzn – jedna z konkurencji technicznych rozgrywanych podczas halowych lekkoatletycznych mistrzostw Europy w hali Scandinavium w Göteborgu. Rozegrano od razu finał 9 marca 1974. Zwyciężył reprezentant Związku Radzieckiego Kęstutis Šapka. Tytułu zdobytego na poprzednich mistrzostwach nie obronił István Major z Węgier, który tym razem wywalczył srebrny medal.

## Rezultaty
Rozegrano od razu finał, w którym wzięło udział 23 skoczków.

Opracowano na podstawie materiału źródłowego.
| Miejsce | Zawodnik              | Wynik |
| ------- | --------------------- | ----- |
| 1       | Kęstutis Šapka        | 2,22  |
| 2       | István Major          | 2,20  |
| 3       | Vladimír Malý         | 2,20  |
| 4       | Jesper Tørring        | 2,17  |
| 5       | Enzo Del Forno        | 2,17  |
| 6       | Władimir Abramow      | 2,17  |
| 7       | Rune Almén            | 2,17  |
| 8       | Walter Boller         | 2,17  |
| 9       | Jan Dahlgren          | 2,14  |
| 10      | Odyseus Papatolis     | 2,14  |
| 11      | Ingemar Nyman         | 2,14  |
| 12      | Henry Elliott         | 2,14  |
| 13      | Giordano Ferrari      | 2,14  |
| 14      | Walentin Gawriłow     | 2,14  |
| 15      | Rolf Beilschmidt      | 2,14  |
| 16      | Endre Kelemen         | 2,10  |
| 17      | Șerban Ioan           | 2,10  |
| 18      | Martí Perarnau        | 2,10  |
| 19      | Dimitrios Patronis    | 2,05  |
| 20      | Wasilios Papadimitriu | 2,05  |
| 21      | Leif Roar Falkum      | 2,05  |
| 22      | Paul De Preter        | 2,05  |
| 23      | Jim Fanning           | 1,90  |